# Club Atlético Gimnasia y Esgrima (Santa Fe)
El Club Atlético Gimnasia y Esgrima, conocido popularmente como Gimnasia y Esgrima de Ciudadela, es una entidad polideportiva de la ciudad de Santa Fe, Argentina. Fue fundada como institución independiente en 1941, aunque las participaciones en su principal disciplina se remontan a 1924. Hoy compite en la Liga Santafesina de Fútbol.
Fue el primer club en consagrarse campeón profesional de fútbol en la Argentina, logro que consiguió el 3 de octubre de 1931 al ganar la Liga Santafesina unos meses antes que Newell's Old Boys y Boca Juniors hicieran lo propio en Rosario y Buenos Aires respectivamente.

## Historia
El nacimiento de Gimnasia de Ciudadela está íntimamente ligado a otro histórico club de la ciudad de Santa Fe, el Club de Gimnasia y Esgrima, hoy conocido popularmente como Gimnasia y Esgrima de 4 de Enero.
Todo se remonta al año 1901, en el que se funda el club de Gimnasia, Pelota y Esgrima. El objetivo de este era, como su nombre lo indicaba, el desarrollo y la práctica de ejercicios físicos, Pelota vasca, y Esgrima para el adiestramiento en armas.
La sede social del mismo se emplazó en el centro de la ciudad, más precisamente en la calle 4 de Enero y su intersección con Juan de Garay. Con el comienzo del nuevo siglo, hubo un deporte que fue tomando cada vez mayor trascendencia en la sociedad, el Fútbol. Por esto es que se adquiere un Campo de Deportes emplazado en 4 de Enero y Boulevard Pellegrini, y en 1923 tras reuniones con el Sportman Athletic Club ambos clubes deciden fusionarse en 1924 entonces el club incorpora oficialmente la práctica del fútbol. Aunque en 1917 hubo un pequeño grupo de jugadores de Gimnasia y Esgrima que jugaron el campeonato por eliminación teniendo una actuación destacada al vencer por 7 a 2 a Unión. Después de la fusión con Sportman el equipo de Gimnasia y Esgrima actuaría jugando sus partidos en el field de Sportman en Boulevard Pellegrini. Al poco tiempo se decidió vender dicho terreno para comprar uno más grande hacia el norte de Santa Fe, en el barrio de Ciudadela.
Su primera participación en un torneo oficial de la Liga Santafesina de Football en 1924 se vería opacada debido a la división que hubo en ese año dejando el campeonato desierto pero eso no haría bajar los brazos al equipo mens-sana que logró sumar al plantel a grandes jugadores para pelear campeonatos como lo fueron Tomás Loyarte, Ennis Hayes y Juan Francia tres jugadores que defendieron los colores albi-celeste de la selección argentina. En el nuevo torneo que organizó la liga en el mismo año, Gimnasia se destacaría a gran medida saliendo subcampeón tras perder el partido final contra Colón. Al año siguiente en 1925 nuevamente el combinado mens-sana saldría subcampeón por detrás de Colón, en 1926 la división vivida en el fútbol santafesino se calmaría fusionandose la Asociación Santafesina de Football Amateurs y la Liga Santafesina de Football naciendo así la Federación Santafesina de Football, Gimnasia nuevamente se colocaría en la segunda posición quedándose con el subcampeonato no fue sino hasta 1927 que Gimnasia se coronaría campeón tras arrebatarle el campeonato en las últimas fechas a Unión.
Sin dudas, el año 1931 está marcado en la historia del club y la ciudad en general, porque en ese año se funda la Liga Santafesina de Fútbol y Gimnasia fue su primer campeón. Sumado a ese gran logró, el 24 de mayo se inaugura el Gigante de Ciudadela, un estadio modelo en la región para la época. También en ese año nace el apodo de "Los Pistoleros" por el que se conoce hasta hoy en día a la entidad, basado en la delantera goleadora de aquel primer campeonato logrado.
| Fecha 1  | Ferrocarril Santa Fe | 2 - 8       | Gimnasia             | Kilómetro 2              | 19 de julio      |
| Fecha 2  | Gimnasia             | 2 - 0       | Brown                | Gigante de Ciudadela     | 26 de julio      |
| Fecha 3  | Colón                | 1 - 5       | Gimnasia             | Bulevar Zavalla y Moreno | 2 de agosto      |
| Fecha 4  | Atlético Rafaela     | 2 - 4       | Gimnasia             | La Perla del Oeste       | 9 de agosto      |
| Fecha 5  | Gimnasia             | 2 - 1       | Unión                | Gigante de Ciudadela     | 16 de agosto     |
| Fecha 6  | Gimnasia             | 4 - 1       | Ferrocarril Santa Fe | Gigante de Ciudadela     | 5 de septiembre  |
| Fecha 7  | Brown                | 1 - 5       | Gimnasia             | Sociedad Rural           | 20 de septiembre |
| Fecha 8  | Gimnasia             | 1 - 0       | Colón                | Gigante de Ciudadela     | 18 de octubre    |
| Fecha 9  | Gimnasia             | 5 - 1       | Atlético Rafaela     | Gigante de Ciudadela     | 3 de octubre     |
| Fecha 10 | Unión                | P.P. - G.P. | Gimnasia             | Avenida López y Planes   | 19 de octubre    |

En 1936 se convirtió en el primer club de la ciudad en hacer una gira por el exterior jugando partidos en Perú y Chile.
El 23 de agosto de 1941, por cuestiones económicas y sociales, el fútbol se separa del resto de las disciplinas del Gimnasia y Esgrima de 4 de Enero. Así nace la nueva institución con el aditamento de Atlético Gimnasia y Esgrima.
A mediados de los 40, Gimnasia recibe la invitación para afiliarse a la AFA y acompañar a Unión en la Segunda División del Fútbol Argentino, pero la propuesta es rechazada por la comisión directiva del club que contaba con deudas económicas referidas a la construcción del estadio. Así, Gimnasia de Ciudadela dejó pasar la oportunidad de ser el segundo club de Santa Fe en escena.
En 1952 y 1956 el club pediría su afiliación a la Asociación de Fútbol Argentino pero ambos pedidos serían denegados.
Desde aquel momento hasta hoy, Gimnasia ha participado esporádicamente en torneos de carácter nacional. Apenas un par de participaciones en el Torneo Argentino B (1995/96, 2006/07 y 2007/08) y Torneo del Interior (2006 y 2009).
Actualmente, Gimnasia es el cuarto club que más veces ha ganado la Liga Santafesina de Fútbol con 11 títulos en su haber. El 24 de noviembre de 2012 descendió por primera vez en su historia a la segunda división de la Liga tras perder por 4 a 1 ante San Cristóbal. En el año 2015, y luego de un par de frustraciones, Los Pistoleros logran volver a la Primera División de la Liga Santafesina de Fútbol después de vencer 1-0 a Nobleza de Recreo y consagrándose así campeón absoluto de la B. 
En 2016 el club se queda a la puerta del título, luego de ganar la última fecha del Clausura ante Colón de San Justo, igualando en puntos con Unión y por lo tanto teniendo que disputar una final en cancha neutral. El encuentro disputado en el estadio de Ciclón Racing terminó con la victoria tatengue y dejando a Gimnasia con el subcampeonato.
En el año 2019 consigue su undécimo título en la liga tras consagrarse campeón del torneo Apertura, luego de derrotar en la penúltima fecha a Ateneo Inmaculada en condición de visitante por 4 goles contra 1, cortando así una sequía de más de 10 años sin títulos.

## Estadio
El Gigante de Ciudadela fue inaugurado en los días 24 y 25 de mayo de 1931 con un torneo amistoso que disputaron Gimnasia, Unión y Ferroviarios Porteños.
Está situado en el barrio de Ciudadela de la ciudad de Santa Fe, sobre las calles Dr. Zavalla, Martín Zapata, Gobernador Freyre y Manuel Padilla.
Es una monumental obra en el arte de la construcción de estadios deportivos de principios del siglo XX y fue realizada por el ingeniero Manuel Argüelles, con un diseño muy similar a La Doble Visera de Independiente y al viejo Coloso de Newell's Old Boys de Rosario.
La tribuna, que se ubica en el lateral oeste, tiene 33 escalones y una imponente visera de 110 metros de largo, ambos de hormigón armado. Hoy en día es la única que mantiene su forma original sin alguna alteración. En el año 2012, el Consejo Deliberante de la Municipalidad de Santa Fe declaró, por medio de una Ordenanza, de interés Histórico-Artístico y parte del Patrimonio Cultural de la ciudad a su tribuna.

El estadio también sirve como sede de grandes conciertos. Artistas como Andrés Calamaro, Callejeros, Don Osvaldo y Ricardo Arjona se presentaron en el campo de juego de Ciudadela.

## Rivalidades deportivas
Desde que se empezara a practicar fútbol en 1924 el Club de Gimnasia y Esgrima tuvo sus primeros roces con el Club Atlético Brown por ver quien era considerado el competidor directo del Club Atlético Unión y el Club Colón, con la obtención de los títulos de 1927, 1928, 1931 y 1933 la rivalidad con Brown fue disminuyendo, además las malas gestiones de Brown hicieron que el club fuera "en picado" hasta el punto de desaparecer en 1936. 
En la década de 1930 el club empezaría a ser considerado el club más importante de la ciudad por encima de Colón y Unión, lo que hizo que empezara a tener cierta rivalidad con ambos clubes hasta el ingreso de Unión a AFA en 1940. Al retirar Unión su escuadra principal de la Liga Santafesina, su contexto se volvió amateur, y se produjeron grandes descontento por el deporte del fútbol, tal es así que en 1941 se bifurca el Club GyE y hereda el camino el Atl.Gimnasia y Esgrima, quien desperdició su oportunidad al rechazar la invitación Afista y cuando Colón logra esa afiliación en 1948, Atl. Gimnasia intentaría acompañar a ambos clubes (Unión y Colón) a AFA, pero sus intentos de afiliarse fueron rechazados.
Con el ingreso a AFA de Unión y Colón, Gimnasia empezaría a tener una pequeña rivalidad que luego fue agrandándose con el Club Atlético Ferro Carril Santa Fe, histórico fundador de la Liga Profesional en 1931, esta rivalidad duró muchos años hasta que en 2001 el club ferroviario cesaría su actividades llegando a la desaparición.
En los últimos años empezó una rivalidad con el cosmos fc.
(Período 1931-Presente)
| Rival                  | PJ | PG | PE | PP | GF  | GC | DIF |
| ---------------------- | -- | -- | -- | -- | --- | -- | --- |
| Brown                  | 4  | 4  | 0  | 0  | 18  | 2  | +4  |
| Unión *                | 24 | 6  | 6  | 12 | 25  | 40 | -6  |
| Colón *                | 39 | 17 | 8  | 14 | 59  | 55 | +3  |
| Ferrocarril Santa Fe * | 28 | 21 | 5  | 2  | 98  | 24 | +19 |
| S. Guadalupe *         | 46 | 28 | 10 | 8  | 103 | 54 | +20 |

- Incompletos

## Jugadores
Mauricio salvagiot
Marcos Quiroga
Manuel olcese
Gastón sarina
Luis Díaz 
Valentin Martínez 
Ezequiel panizza
Juan fiore
Agustín ruglio
Axel Molina
Lucas serrano
Francisco serrano
Gariboldi
Franco martinez
Bruno amici
Santiago comin
Alejo córdoba 
Mateo Rossi
Lautaro García
Mateo Velazquez

## Datos del Club
- Temporadas en el Torneo Argentino B: 3 (1995/96, 2006/07 y 2007/08)
- Temporadas en el Torneo del Interior: 2 (2006 y 2009)
- Temporadas en Primera División de la Liga Santafesina de Fútbol: 82 (1931-2012, 2016-presente)
- Temporadas en Segunda División de la Liga Santafesina de Fútbol: 3 (2013, 2014 y 2015)

### Temporadas de Gimnasia
| Campeonato 1924 Suspendido | 5°        | 3   | 2  | 0  | 1  | 9   | 3   | +6   |
| Campeonato 1924            | 2°        | 6   | 4  | 1  | 1  | 7   | 5   | +2   |
| Campeonato 1925            | 2°        | 7   | 5  | 0  | 2  | 22  | 4   | +18  |
| Campeonato 1926            | 2°        | 19  | 13 | 3  | 2  | 58  | 15  | +43  |
| Campeonato 1927            | 1°        | 20  | 16 | 3  | 1  | 69  | 15  | 54   |
| Campeonato 1928            | 1°        | 20  | 19 | 1  | 0  | 80  | 20  | 60   |
| Campeonato 1929            | 4°        | 20  | 13 | 2  | 5  | 67  | 27  | +40  |
| Campeonato 1930            | 4°        | 16  | 10 | 2  | 3  | 51  | 29  | 22   |
| Campeonato 1931 Suspendido | 2°        | 5   | 4  | 1  | 0  | 19  | 6   | +13  |
| Total                      | 2 títulos | 115 | 86 | 13 | 15 | 381 | 118 | +263 |

| Campeonato 1931            | 1.°         | 10   | 10  | 0   | 0   | 36   | 9    | +27  |
| Campeonato 1932            | 2.°         | 16   | 13  | 2   | 1   | 50   | 14   | +36  |
| Campeonato 1933            | 1.°         | 16   | 13  | 2   | 1   | 35   | 11   | +24  |
| Campeonato 1934            | 2.°         | 21   | 15  | 3   | 3   | 39   | 22   | +17  |
| Campeonato 1935            | 3.°         | 14   | 9   | 3   | 2   | 37   | 13   | +24  |
| Campeonato 1936            | 2.°         | 14   | 10  | 1   | 3   | 45   | 15   | +30  |
| Campeonato 1937            | 2.°         | 17   | 10  | 4   | 3   | 40   | 19   | +21  |
| Campeonato 1938            | 3.°         | 10   | 6   | 0   | 4   | 15   | 15   | 0    |
| Campeonato 1940            | 3.°         | 10   | -   | -   | -   | -    | -    | -    |
| Campeonato 1941            | 3.°         | 20   | 13  | 2   | 5   | 21   | 16   | +5   |
| Campeonato 1942            | 4.°         | 22   | 15  | 3   | 4   | -    | -    | -    |
| Campeonato 1943            | 4.°         | 15   | 8   | 4   | 3   | 35   | 22   | +13  |
| Campeonato 1944            | 1.°         | 12   | 9   | 2   | 1   | 43   | 15   | +28  |
| Campeonato 1945            | 2.°         | 18   | 14  | 2   | 2   | 40   | 16   | +24  |
| Campeonato 1946            | 5°          | 18   | 9   | 2   | 7   | 30   | 22   | +8   |
| Campeonato 1947            | 2°          | 18   | 14  | 1   | 3   | 59   | 18   | +41  |
| Campeonato 1948            | 1°          | 14   | 10  | 4   | 0   | 35   | 9    | +24  |
| Campeonato 1949            | 1.°         | 18   | 16  | 0   | 2   | 74   | 28   | +46  |
| Campeonato 1950            | 2.°         | 10   | 7   | 2   | 1   | 31   | 11   | +11  |
| Campeonato 1951            | 3.°         | 16   | 8   | 2   | 6   | 28   | 27   | +1   |
| Campeonato 1952            | 3.°         | 14   | 6   | 4   | 4   | -    | -    | -    |
| Campeonato 1953            | 2.° Zona A  | 8    | 5   | 1   | 2   | -    | -    | -    |
| Campeonato 1954            | 2.°         | 20   | 15  | 2   | 3   | -    | -    | -    |
| Campeonato 1955            | 3.°         | 20   | 14  | 1   | 6   | 74   | 36   | +38  |
| Campeonato 1956 Suspendido | 4.°         | 12   | 6   | 3   | 3   | -    | -    | -    |
| Campeonato 1957            | 2.°         | 22   | 13  | 7   | 2   | 60   | 30   | +30  |
| Campeonato 1958            | 3°          | 22   | 12  | 5   | 5   | 54   | 39   | 15   |
| Campeonato 1959            | -°          | -    | -   | -   | -   | -    | -    | -    |
| Campeonato 1960            | -°          | -    | -   | -   | -   | -    | -    | -    |
| Campeonato 1961            | -°          | -    | -   | -   | -   | -    | -    | -    |
| Campeonato 1962            | -°          | -    | -   | -   | -   | -    | -    | -    |
| Campeonato 1963            | 3°          | 20   | 11  | 4   | 5   | 51   | 38   | +13  |
| Campeonato 1964            | -°          | -    | -   | -   | -   | -    | -    | -    |
| Campeonato 1965            | 4°          | 26   | 11  | 9   | 6   | 56   | 38   | +18  |
| Campeonato 1966            | -°          | -    | -   | -   | -   | -    | -    | -    |
| Campeonato 1967            | -°          | -    | -   | -   | -   | -    | -    | -    |
| Campeonato 1968            | -°          | -    | -   | -   | -   | -    | -    | -    |
| Campeonato 1969            | -°          | -    | -   | -   | -   | -    | -    | -    |
| Campeonato 1970            | -°          | -    | -   | -   | -   | -    | -    | -    |
| Campeonato 1971            | -°          | -    | -   | -   | -   | -    | -    | -    |
| Campeonato 1972            | -°          | -    | -   | -   | -   | -    | -    | -    |
| Campeonato 1973            | -°          | -    | -   | -   | -   | -    | -    | -    |
| Campeonato 1974            | -°          | -    | -   | -   | -   | -    | -    | -    |
| Campeonato 1975            | -°          | -    | -   | -   | -   | -    | -    | -    |
| Campeonato 1976            | -°          | -    | -   | -   | -   | -    | -    | -    |
| Campeonato 1977            | -°          | -    | -   | -   | -   | -    | -    | -    |
| Campeonato 1978            | 1.°         | -    | -   | -   | -   | -    | -    | -    |
| Campeonato 1979            | -°          | -    | -   | -   | -   | -    | -    | -    |
| Campeonato 1980            | -°          | -    | -   | -   | -   | -    | -    | -    |
| Campeonato 1981            | -°          | -    | -   | -   | -   | -    | -    | -    |
| Campeonato 1982            | -°          | -    | -   | -   | -   | -    | -    | -    |
| Campeonato 1983            | -°          | -    | -   | -   | -   | -    | -    | -    |
| Campeonato 1984            | -°          | -    | -   | -   | -   | -    | -    | -    |
| Campeonato 1985            | -°          | -    | -   | -   | -   | -    | -    | -    |
| Campeonato 1986            | -°          | -    | -   | -   | -   | -    | -    | -    |
| Campeonato 1987            | -°          | -    | -   | -   | -   | -    | -    | -    |
| Campeonato 1988            | -°          | -    | -   | -   | -   | -    | -    | -    |
| Campeonato 1989            | -°          | -    | -   | -   | -   | -    | -    | -    |
| Campeonato 1990            | -°          | -    | -   | -   | -   | -    | -    | -    |
| Campeonato 1991            | -°          | -    | -   | -   | -   | -    | -    | -    |
| Campeonato 1992            | -°          | -    | -   | -   | -   | -    | -    | -    |
| Campeonato 1993            | -°          | -    | -   | -   | -   | -    | -    | -    |
| Campeonato 1994            | -°          | -    | -   | -   | -   | -    | -    | -    |
| Campeonato 1995            | -°          | -    | -   | -   | -   | -    | -    | -    |
| Apertura 1996              | -°          | -    | -   | -   | -   | -    | -    | -    |
| Clausura 1996              | -°          | -    | -   | -   | -   | -    | -    | -    |
| Apertura 1997              | -°          | -    | -   | -   | -   | -    | -    | -    |
| Clausura 1997              | -°          | -    | -   | -   | -   | -    | -    | -    |
| Apertura 1998              | -°          | -    | -   | -   | -   | -    | -    | -    |
| Clausura 1998              | -°          | -    | -   | -   | -   | -    | -    | -    |
| Apertura 1999              | -°          | -    | -   | -   | -   | -    | -    | -    |
| Clausura 1999              | -°          | -    | -   | -   | -   | -    | -    | -    |
| Apertura 2000              | 13.°        | 15   | 3   | 5   | 7   | 21   | 32   | -11  |
| Clausura 2000              | 7.°         | 15   | 6   | 3   | 6   | 22   | 23   | -1   |
| Apertura 2001              | 11.°        | 15   | 4   | 5   | 6   | 18   | 21   | -3   |
| Clausura 2001              | 12.°        | 15   | 5   | 2   | 8   | 25   | 32   | -7   |
| Apertura 2002              | Semifinales | 9    | 3   | 4   | 2   | 17   | 11   | +6   |
| Clausura 2002              | 1.°         | 11   | 6   | 3   | 2   | 21   | 21   | 0    |
| Apertura 2003              | 13.°        | 15   | 4   | 1   | 10  | 28   | 42   | -14  |
| Clausura 2003              | 15.°        | 15   | 2   | 3   | 9   | 15   | 25   | -10  |
| Apertura 2004              | 5.°         | 15   | 6   | 6   | 3   | 28   | 20   | +8   |
| Clausura 2004              | 13.°        | 15   | 4   | 6   | 5   | 20   | 18   | +2   |
| Apertura 2005              | 1.°         | 15   | 12  | 1   | 2   | 29   | 14   | +15  |
| Clausura 2005              | 16.°        | 15   | 3   | 2   | 10  | 13   | 22   | -9   |
| Apertura 2006              | 6.°         | 15   | 6   | 5   | 4   | 24   | 21   | +3   |
| Clausura 2006              | 5.°         | 15   | 7   | 2   | 6   | 24   | 20   | +4   |
| Apertura 2007              | 7.°         | 15   | 6   | 3   | 6   | 20   | 21   | -1   |
| Clausura 2007              | 8.°         | 15   | 5   | 6   | 4   | 24   | 21   | +3   |
| Apertura 2008              | 14.°        | 15   | 3   | 6   | 6   | 16   | 25   | -9   |
| Clausura 2008              | 8.°         | 15   | 5   | 5   | 5   | 16   | 20   | -4   |
| Apertura 2009              | 4.°         | 15   | 8   | 3   | 4   | 18   | 15   | +3   |
| Clausura 2009              | 14.°        | 15   | 4   | 2   | 9   | 19   | 26   | -7   |
| Apertura 2010              | 14.°        | 15   | 3   | 3   | 9   | 16   | 24   | -8   |
| Clausura 2010              | 11.°        | 15   | 6   | 2   | 7   | 20   | 25   | -5   |
| Apertura 2011              | 12.°        | 15   | 4   | 4   | 7   | 20   | 22   | -2   |
| Clausura 2011              | 15.°        | 15   | 4   | 3   | 8   | 16   | 30   | -14  |
| Apertura 2012              | 6.°         | 17   | 7   | 4   | 6   | 24   | 21   | +3   |
| Clausura 2012              | 17.°        | 17   | 2   | 6   | 9   | 19   | 29   | -10  |
| Apertura 2016              | 10.°        | 18   | 6   | 5   | 7   | 29   | 35   | -6   |
| Clausura 2016              | 2.°         | 19   | 10  | 5   | 4   | 31   | 23   | +8   |
| Apertura 2017              | 13.°        | 19   | 5   | 6   | 8   | 16   | 24   | -8   |
| Clausura 2017              | 18.°        | 19   | 3   | 7   | 9   | 24   | 38   | -14  |
| Apertura 2018              | 7.°         | 19   | 11  | 1   | 7   | 30   | 25   | +5   |
| Clausura 2018              | 14.°        | 19   | 6   | 5   | 8   | 23   | 29   | -6   |
| Apertura 2019              | 1.°         | 19   | 12  | 3   | 4   | 26   | 18   | +6   |
| Clausura 2019              | 18.º        | 19   | 3   | 5   | 11  | 13   | 28   | -15  |
| Apertura 2021              | 10.°        | 19   | 7   | 5   | 7   | 24   | 22   | +2   |
| Apertura 2022              | 4.°         | 21   | 12  | 5   | 4   | 31   | 16   | +15  |
| Clausura 2022              | 20.°        | 21   | 4   | 5   | 12  | 18   | 28   | -10  |
| Total                      | 9 títulos   | 1018 | 489 | 211 | 319 | 1648 | 1275 | +373 |

| Apertura 2013 | 2°       | 17 | 12 | 1  | 4  | 37  | 19 | +18 |
| Clausura 2013 | 6°       | 17 | 7  | 6  | 4  | 35  | 18 | +17 |
| Apertura 2014 | 3°       | 17 | 10 | 4  | 4  | 30  | 12 | +18 |
| Clausura 2014 | 8°       | 8  | 2  | 2  | 4  | 13  | 13 | 0   |
| Apertura 2015 | 1°       | 19 | 13 | 5  | 1  | 60  | 17 | +43 |
| Clausura 2015 | 7°       | 9  | 3  | 3  | 3  | 8   | 11 | -3  |
| Total         | 1 título | 87 | 47 | 21 | 20 | 183 | 90 | +93 |

| Torneo Regional 1979       | 1ª ronda         | 2   | 0  | 0  | 2  | 1   | 4   |
| Torneo Regional 1980       | 1ª ronda         | 8   | 1  | 2  | 5  | 14  | 19  |
| Torneo Regional 1984       | 1ª ronda         | 6   | 0  | 0  | 6  | 0   | 13  |
| Torneo Argentino B 1995/96 | 3ª ronda         | 10  | 6  | 2  | 2  | 17  | 8   |
| Torneo del Interior 2006   | 1ª ronda         | 6   | 1  | 1  | 4  | 6   | 11  |
| Torneo Argentino B 2006/07 | 1ª ronda         | 28  | 10 | 6  | 12 | 33  | 44  |
| Torneo Argentino B 2007/08 | 1ª ronda         | 30  | 8  | 5  | 17 | 29  | 41  |
| Torneo del Interior 2009   | 1ª ronda         | 4   | 0  | 1  | 3  | 2   | 10  |
| Regional Amateur 2020      | Renunció         | -   | -  | -  | -  | -   | -   |
| Regional Amateur 2022      | Octavos de Final | 8   | 2  | 3  | 3  | 7   | 6   |
| Total                      | 0 títulos        | 102 | 28 | 20 | 54 | 109 | 156 |

| II Copa de Honor "Sr. Beccar Varela" 1933 | Semifinal | 3 | 2 | 0 | 1 | 10 | 3 |
| Copa de la República 1944                 | 2ª ronda  | 2 | 1 | 0 | 1 | 7  | 6 |
| Total                                     | 0 títulos | 5 | 3 | 0 | 2 | 17 | 9 |

| Torneo Preparación 1935     | Primera Ronda | 1  | 0  | 0  | 1  | 0   | 1  | -1  |
| Torneo Preparación 1936     | 2.°           | 4  | 2  | 1  | 1  | 10  | 9  | +1  |
| Torneo Preparación 1937     | 5.º           | 4  | 1  | 1  | 2  | 14  | 12 | +2  |
| Torneo de Honor 1938        | 3.°           | 10 | 4  | 4  | 2  | 17  | 10 | +7  |
| Torneo de Honor 1939        | 3.°           | 4  | 2  | 1  | 1  | 16  | 4  | +12 |
| Torneo Preparación 1940     | 1.°           | 5  | 5  | 0  | 0  | 20  | 7  | +13 |
| Copa Competencia 1941       | 6.°           | 1  | 0  | 0  | 1  | 2   | 6  | -4  |
| Torneo Eliminatorio 1948-49 | 2.°           | 3  | 1  | 1  | 1  | 2   | 3  | -1  |
| Torneo Eva Duarte 1952      | 1.°           | -  | -  | -  | -  | -   | -  | -   |
| Petit 1973                  | 1.°           | -  | -  | -  | -  | -   | -  | -   |
| Torneo Oficial 2002         | 2.°           | 15 | 8  | 5  | 2  | 27  | 15 | +12 |
| Total                       | 2 títulos     | 47 | 23 | 13 | 11 | 106 | 64 | +42 |

| Campeonato del Litoral 1939 | 6.°       | 16* | 5 | 3 | 6 | 40 | 25 | +15 |
| Copa Túnel Subfluvial 2025  | Semifinal | 6   | 2 | 1 | 3 | 8  | 8  | 0   |
| Total                       | 0 títulos | 20  | 7 | 4 | 9 | 48 | 33 | +15 |

- Faltan 2 partidos.

| Copa Gobernador de la Provincia 1933 | 2°       | 1  | 0 | 0 | 1 | 0  | 2  | -2 |
| Copa Federación 2003                 | 2°       | 10 | 6 | 2 | 2 | 20 | 13 | +7 |
| Copa Santa Fe 2020(Cancelada)        | 0°       | -  | - | - | - | -  | -  | -  |
| Total                                | 1 Título | 10 | 6 | 2 | 2 | 20 | 13 | +7 |

#### Resumen estadístico
| Competición                         | PJ   | PG  | PE  | PP  | GF   | GC   | Mejor resultado  |
| ----------------------------------- | ---- | --- | --- | --- | ---- | ---- | ---------------- |
| Nivel Nacional                      |      |     |     |     |      |      |                  |
| Cuarta División                     | 102  | 28  | 20  | 54  | 109  | 156  | Octavos de final |
| Copa Nacional                       | 5    | 3   | 0   | 2   | 17   | 9    | Semifinal        |
| Subtotal era profesional            | 107  | 31  | 20  | 56  | 126  | 165  | 0 Títulos        |
| Nivel Local                         |      |     |     |     |      |      |                  |
| Federación Santafesina              | 115  | 86  | 13  | 15  | 381  | 118  | Campeón (2)      |
| Liga Santafesina A                  | 1026 | 487 | 221 | 319 | 1696 | 1295 | Campeón (11)     |
| Liga Santafesina B                  | 87   | 47  | 21  | 20  | 183  | 90   | Campeón (1)      |
| Copa Regional                       | 47   | 22  | 13  | 12  | 105  | 69   | Campeón (3)      |
| Copa Provincial                     | 11   | 6   | 2   | 3   | 20   | 15   | Subcampeón       |
| Subtotal era amateur                | 1286 | 648 | 270 | 369 | 2385 | 1587 | 17 Títulos       |
| Total Era amateur y Era profesional | 1387 | 674 | 289 | 425 | 2491 | 1745 | 17 Títulos       |

* En negrita las competiciones actuales.

## Palmarés
- Liga Santafesina de Fútbol (11): 1931, 1933, 1944, 1948, 1949, (Torneo Eva Perón) 1952, (Petit Torneo) 1973, 1978, Clausura 2002, Apertura 2005, Apertura 2019.
- Federación Santafesina de Football (2): 1927, 1928.